# Montereale
Montereale is een gemeente in de Italiaanse provincie L'Aquila (regio Abruzzen) en telt 2826 inwoners (31-12-2004). De oppervlakte bedraagt 104,3 km², de bevolkingsdichtheid is 28 inwoners per km².

## Demografie
Montereale telt ongeveer 1464 huishoudens. Het aantal inwoners daalde in de periode 1991-2001 met 5,9% volgens cijfers uit de tienjaarlijkse volkstellingen van ISTAT.
| Jaar | Inwoneraantal |
| ---- | ------------- |
| 1991 | 3114          |
| 2001 | 2930          |

## Geografie
De gemeente ligt op ongeveer 948 m boven zeeniveau.
Montereale grenst aan de volgende gemeenten: Amatrice (RI), Barete, Borbona (RI), Cagnano Amiterno, Campotosto, Capitignano, Cittareale (RI), Pizzoli, Posta (RI).